# Georgia Knap
Georgia Knap is een historisch merk van tricars en motorfietsen.

De bedrijfsnaam was Construction Liégeoise d'Automobiles en was gevestigd in Luik.

## Voorgeschiedenis
Georgia Knap was aanvankelijk een Belgisch merk van de Fransman Marie-Georges Henri Knap. Deze uit Troyes afkomstige constructeur bouwde in 1898 al zijn eerste auto maar concentreerde zich daarna op de bouw van tricars, die duidelijk geïnspireerd waren door Léon Bollée voiturette.

## Georgia Knap, CL, CLA, CLA-Knap Tricars (België)
Knap produceerde zijn Tricars gedurende twee jaar (1898 en 1899) in twee versies: De eerste met de motor links naast het achterwiel en riemaandrijving. Om problemen met de aandrijfriem te voorkomen monteerde hij het motorblok rechts naast het achterwiel zodat dit via een tandwielsysteem kon worden aangedreven. De machines werden ook wel CL, CLA of CLA-Knap genoemd.
Na 1898 was het nieuwe van de tricar eraf en Georgia Knap verhuisde terug naar Troyes.

## Knap-motorfietsen (Frankrijk)
In Troyes ging Knap tweewielige motorfietsen - eveneens met de motor naast het achterwiel - produceren. Aanvankelijk was deze machine (model A) geen succes maar nadat Knap in 1903 enkele wedstrijden won werd de machine meer serieus genomen. Hij modificeerde de machine enkele malen en het model C had al viermaal zoveel vermogen als het eerste model. In 1905 verloor Knap alweer de interesse in motorfietsen en bouwde een “elektrisch huis”. Nog later ging hij zich wijden aan de cellulaire biologie. Vlak voor de Eerste Wereldoorlog hield hij zich bezig met de sociale woningbouw.

## Trivia
Construction Liégeoise d'Automobiles bleef na het vertrek van Georgia Knap bestaan en ging tot 1902 de Amerikaanse Duryea-auto's in licentie bouwen.